# Cytheropteron yajimae
Cytheropteron yajimae är en kräftdjursart som beskrevs av Tabuki 1986. Cytheropteron yajimae ingår i släktet Cytheropteron och familjen Cytheruridae. Inga underarter finns listade i Catalogue of Life.